# Punk-rock
Punk-rock er en musikgenre, der opstod i 1974 – 1976 i USA, Storbritannien og Australien. 
Punken havde rødder i 1960'ernes energiske 'british invasion' som The Who og Kinks, den vilde 'garagerock' som The Sonics, MC5, The Stooges og The Modern Lovers, den eksperimenterende 'art rock' som Velvet Underground – alle bands kendt under ét som 'protopunk' – samt de flabede glamrockere som David Bowie og Iggy Pop. 
Punken var i opposition til 1970'ernes prætentiøse mainstream rock ved at spille hurtig og støjende rock, typisk med korte, minimalistiske sange og politiske, anarkistiske tekster. Punken omfavnede en 'gør det selv'-etik, hvor det var mindre vigtigt at spille teknisk godt, men derimod vigtigere at "komme ud over scenekanten". Mange bands producerede, indspillede og distribuerede også deres plader selv. 
I slutningen af 1976 var bands som The Ramones i New York, samt Sex Pistols og The Clash i London anerkendt som en ny musikalsk bevægelse. I det efterfølgende år spredte genren sig jorden rundt, og i England blev punken et betydeligt – om end kortvarigt – kulturelt fænomen. Ofte var punken grundsat i lokale miljøer, der havde tendens til at forkaste mainstream, og punken udviklede sig derfor efterfølgende til en subkultur. Her blev punken synonym med ungdomsoprør, provokerende tøjstil og anti-autoritære ideologier. 

## Punkens historie
I slutningen af 1970'erne og starten af 1980'erne begyndte bands som Wire, Joy Division og Gang of Four at eksperimentere med punkens udtryk, mere komplekse sangstrukturer og blande genren med eksempelvis elektronisk musik eller funk. Hermed opstod post punken.
Sideløbende opstod hardcore punken på den amerikanske vestkyst, hvis lyd var endnu hårdere end den oprindelige punk. Hardcorebands som Black Flag, The Minutemen, Hüsker Dü og Minor Threat inspirerede samtidig støjrocken, såsom Big Black og Sonic Youth, samt alternativ rock bands som The Replacements, The Pixies, R.E.M. og Dream Syndicate, der var inspireret af punkens simple sangstrukturer og energi, men også fandt inspiration i den enkle, melodiøse tradition fra The Beatles, The Byrds og Big Star kombineret med Neil Youngs støjende guitareksperimenter. New Wave-bands som The Cure, Depeche Mode, Erasure og The Smiths var en mindre aggressiv musikgenre, der forenede punkens enkelhed med elementer af pop.
Den umiddelbare succes hos mange af disse grupper inspirerede flere hardcorebands til at bevæge sig i retning af alternativ rockscenen, hvormed grungen blev skabt. I starten af 1990'erne lykkedes det flere grungebands som Nirvana og Pearl Jam at opnå stor folkelig og kommerciel succes. 
Med deres kærlighed for The Beach Boys og 1960'ernes tyggegummi-pop banede Ramones vejen for det, der senere blev kendt som poppunk. I de sene 1970'ere kombinerede engelske bands som Buzzcocks og The Undertones mere poppede melodier med punkens hurtige og kaotiske kant, hvilket i nogen grad blev videreført i 1980'erne af bands som Bad Religion og NOFX, der havde rødder i det californiske skateboard-miljø. I 1990'erne dukkede en række poppede bands op, herunder Green Day, Blink 182 og Offspring, der var inspireret af punken, men både musikalsk og stilmæssigt var orienteret mod et bredere publikum.
Ud over disse poppunkbands eksisterer den traditionelle punk- og hardcore-musikscene i dag hovedsageligt i undergrunden. Mange gamle bands eksisterer dog stadig eller bliver gendannet til fordel for diverse punkfestivaler. Blandt de klassiske punkfestivaler er Rebellion – tidligere kendt som "Wasted" og endnu tidligere kendt som "Holidays in the Sun" – og Punk and Disorderly.

## Punk som subkultur
Betegnelsen punk anvendes også om den subkultur, der opstod i 1970'erne i tilknytning til musikken. De såkaldte "punkere" i autonom- og bz-bevægelsen, kendes som regel på deres påklædning: Læderjakke (ofte forsynet med nitter, påmalede sloganer og badges), iturevne bukser og t-shirt, samt strittende hår i skrigende farver. Fra ca. 1982 bed folk specielt mærke i den såkaldte hanekam. I dag er dog ingen direkte sammenhæng mellem punk rock, politisk holdning eller tøjstil.

## Punk i Danmark
I Danmark var Sods (senere Sort Sol) det første punkband, men også No Knox, Brats, Dream Police og Lost Kids med Jan Jet i forgrunden var med på den helt tidlige punkbølge. Peter Peter fra Sods/Sort Sol spiller i dag stadig i gruppen Bleeder, som læner sig meget op ad punk. 
Sods' debutalbum Minutes to Go fra 1979, regnes for det første danske punk-album. 
Af væsentlige helt tidlige danske punk-festivaler, der også udkom på LP, kan nævnes Pære Punk (1978), Concert Of The Moment (1979) og Nosferatu Festival (1982), der bl.a. præsenterer væsentlige danske bands som Sods, Brats, No Knox, Lost Kids, City-X, Bollocks, UCR, ADS m.fl.
Den københavnske punk lever videre og stortrivedes, efter at den oprindelige punkbølge var overstået i Ungdomshuset på Jagtvej 69, faktisk helt op til husets lukning i 2007. I dag har det nye Ungdomshuset på Dortheavej 61 med scenen "Dödsmaskinen" sammen med andre københavnske spillesteder ført punkgenren videre efter Ungdomshusets lukning. 
Fra omkring 1999 opstod en ny bølge af danske punkbands i miljøet omkring Ungdomshuset på Jagtvejen med bands som bl.a.: Paragraf 119, Hjertestop, No Hope for the Kids, Amdi Petersens Armé, Under Al Kritik, Gorilla Angreb.
I 2007 og 2008 gennemførte det århusianske band Cola Freaks to store turnéer gennem USA. I sidste omgang som opvarmningsband for den nu afdøde punkstjerne Jay Reatard.
I januar 2011 fik kvartetten Iceage stor medieopmærksomhed og blev udråbt til genoplivere af den danske punkscene i forbindelse med udsendelsen af deres debutalbum "New Brigade". Et album, der af musikbladet "Soundvenue" blev betegnet som "muligvis det vigtigste danske album siden Klichés "Supertanker" 

## Eksterne links
- Detaljeret blog om den tidligste danske punk fra 1977-82, med mange billeder og lydeksempler
- Oversigt over danske punk bands med lyd-eksempler på MySpace